# Nemacheilus scaturigina
Nemacheilus scaturigina är en fiskart som först beskrevs av Mcclelland, 1839.  Nemacheilus scaturigina ingår i släktet Nemacheilus och familjen grönlingsfiskar. IUCN kategoriserar arten globalt som livskraftig. Inga underarter finns listade i Catalogue of Life.